# Rozsnyai József (művészettörténész)
Rozsnyai József (Sopron, 1977. március 7. –) magyar művészettörténész, egyetemi adjunktus.

## Élete
1983-tól Dunakeszin az 5. számú Általános Iskolában, 1991-től 1995-ig az Újpesti Könyves Kálmán Gimnáziumban tanult. Ezt követően 2002-ig az Eötvös Loránd Tudományegyetem Bölcsészettudományi Kar Művészettörténet szakán, Új- és Legújabbkori Muzeológia szakán, majd a doktori iskolában tanult tovább. 2012-ben művészettörténeti doktori (PhD) fokozatot szerzett.
2002 és 2010 között a Hild-Ybl Alapítványnál dolgozott művészettörténészként, majd 2005-től a Pázmány Péter Katolikus Egyetem BTK Művészettörténet Tanszékén megbízott előadó, 2010-től egyetemi tanársegéd, 2013-tól egyetemi adjunktus. 2008-tól vendégelőadóként a kolozsvári Babes-Bolyai Egyetem Művészettörténet szakján is működik.
Kutatási területe a XIX–XX. századi magyar építészet története, több könyve, könyvfejezete és számos folyóiratcikke jelent meg a témakörben. Nagy terjedelmű Neobarokk építészet Magyarországon az Osztrák–Magyar Monarchia idején különös tekintettel Meinig Arthur építész munkásságára című doktori értekezése mindezideig még nem jelent meg könyv formában, de elektronikusan elérhető kutatásokhoz. Rendszeresen részt vesz előadásokon, könyvismertetéseken.
Sokrétű munkásságát Zádor Anna-díjjal ismerték el.

## Írásai

### Saját könyvek
- Andrássy-kastély Tiszadob, Szociális és Gyermekvédelmi Főigazgatóság, Nyíregyháza, 2014, ISBN 9789630898409[5]
- (Szakács Béla Zsolt társszerzővel): A magyar építészet rövid története, Holnap Kiadó, Budapest, 2017, ISBN 9789633491140[6][7]
- Ybl és Lechner vonzásában, Holnap Kiadó, Budapest, 2018, ISBN 9789633491713[8]
- Meinig Arthur, Holnap Kiadó, Budapest, 2018, ISBN 9789633492192 (Az Építészet Mesterei-sorozat)[9]
- Alpár Ignác, Holnap Kiadó, Budapest, 2020, ISBN 9789633493014 (Az Építészet Mesterei-sorozat)[10]

### Szerkesztett könyvek
- (szerk. és bev.) Építőművészek Ybl és Lechner korában, Terc Kereskedelmi és Szolgáltató Kft. Szakkönyvkiadó Üzletága, Budapest, 2015, ISBN 978-615-5445-12-5[11]
- (szerk. és előszó) Építőművészek a historizmustól a modernizmusig, Terc Kereskedelmi és Szolgáltató Kft. Szakkönyvkiadó Üzletága, Budapest, 2018, ISBN 978-615-5445-52-1[12]

### Könyvrészletek
- A Császár fürdő építésének története a 19-20. században. In Hild József építészete. Tanulmányok az építész halálának 140. évfordulóján rendezett konferencia anyagából. Budapest, 2008., 63-76.
- Hidak, Ipari épületek és csarnokok, Az építészet társművészetei. In: (szerk.) Sisa József: A magyar művészet a 19. században. Építészet és iparművészet. Budapest, 2013., 462-466, 489-507, 556-568.[2][13]
- A magyarországi historizmus építészeti alkotásainak előképeiről, különös tekintettel neobarokk építészetünk stíluskapcsolataira. In: Kő kövön. Dávid Ferenc 73. születésnapjára II. kötet. Budapest, 2013., 303-322.[2]
- A katolikus templomépület a XIX. században, In: Szakács, Béla Zsolt (szerk.) Ars sacra, Szent István Társulat (2019) pp. 187-217.[14]
- A katolikus templomépület a XX. században, In: Szakács, Béla Zsolt (szerk.) Ars sacra, Szent István Társulat (2019) pp. 219-243.[14]
- A lipótvárosi Schlesz-Liebermann-ház, In: Farbaky, Péter; Farbakyné, Deklava Lilla (szerk.) A haza építőkövei. Tanulmányok a 19. századi építészet köréből Sisa József tiszteletére, Bölcsészettudományi Kutatóközpont Művészettörténeti Intézet (2022) pp. 265-273.[14]

### Folyóiratcikkek
- Arthur Meinig, a Hungarian Architect from Saxony. In Acta Historiae Artium 2008. Tomus XLIX, 523-531.[2]
- Megújult neogótika a Trefort-kertben. Az ELTE ICOMOS-díjas Gólyavára. In Magyar Építőművészet 2008/3., 51-53.[2]
- A Gellért fürdő építéstörténete a 20. században. In Műemlékvédelem 53. évf. 2009. 5. szám, 327-338.[2]
- Újjáéleszthető-e gyógyfürdőkultúránk? In Magyar Építőművészet Utóirat Post Scriptum. 2009. 2. szám, IX. évf, 49. szám, 20-23.[2]
- A pesti Esterházy-palota és lakói. In Budapesti Negyed 2009. tavasz. XVII. évf., 63. szám, 5-34.[2]
- Ybl Miklós 1860-as évekbeli műveinek előképeiről és stíluskapcsolatairól In: Ars Hungarica 2014. 40: (4) pp. 520-532.[14]
- A Corvin Áruház és a helyén állt Apolló Projectograph Színház épületének története In: Századvég 2016. 21: (80) pp. 37-69.[14]
- A pesti Füvészkert Pálmaházának építéstörténete, In: Magyar Művészet: A Magyar Művészeti Akadémia elméleti folyóirata 2021. IX. évfolyam: (1. szám) pp. 43-51.[14]

### Egyéb
- Neobarokk építészet Magyarországon az Osztrák–Magyar Monarchia idején különös tekintettel Meinig Arthur építész munkásságára, 2011 (doktori disszertáció, könyv formában nem jelent meg)